# Trollenhagen
Trollenhagen é um município da Alemanha, situado no distrito de Mecklenburgische Seenplatte, no estado de Mecklemburgo-Pomerânia Ocidental. Tem 17,81 km² de área, e sua população em 2019 foi estimada em 899 habitantes.
Durante a Segunda Guerra Mundial, Trollenhagen foi cede de uma base militar da Força Aérea da Alemanha Oriental, conhecida como Exército Nacional Popular.